# Sneek
Sneek (en frisón: Snits) es una ciudad en la provincia de Frisia, en el norte de los Países Bajos. Está localizada al suroeste de Leeuwarden, la capital de la provincia. Tiene aproximadamente 33 500 habitantes. Hasta el 1 de enero de 2011 formaba parte del municipio homónimo, pero a partir de esa fecha, se integró en el municipio de Súdwest-Fryslân.

## Historia
Sneek recibió fueros que lo declaraban como ciudad en 1456, coincidiendo con el inicio de un periodo de avances comerciales. En 1492 empezó la construcción de las murallas defensivas, de las cuales el principal resto es la Waterpoort, el icono de la ciudad.

## Comercio
La cadena de ropa C&A abrió su primera tienda en 1841 en Sneek, expandiéndose a partir de ahí globalmente.

## Transporte

### Transporte por tierra

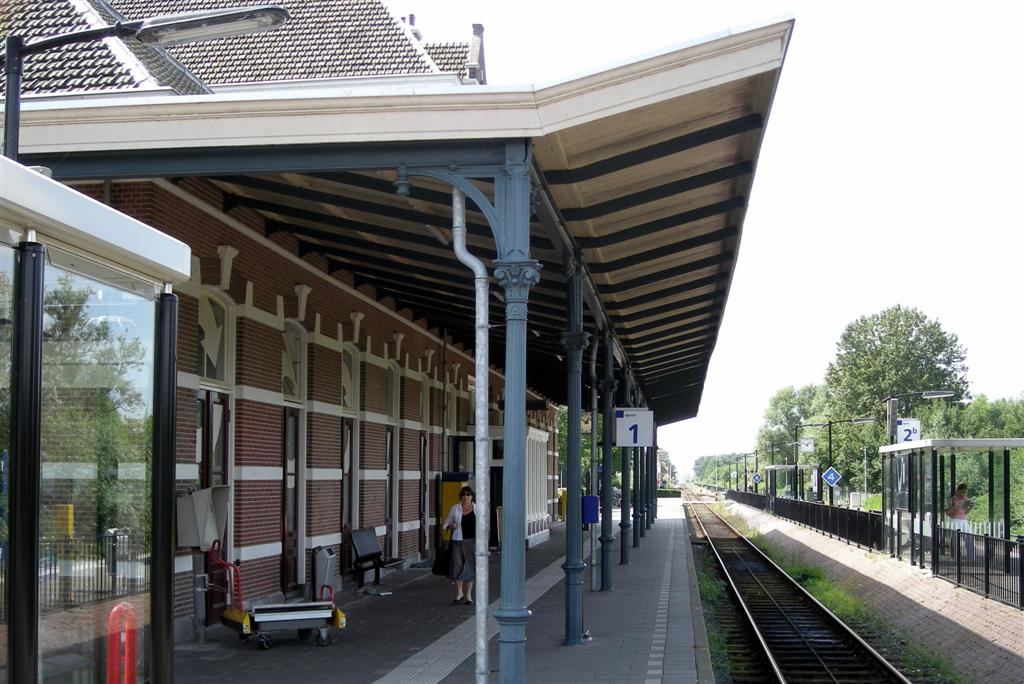
Estación de Sneek

Sneek está comunicada con Ámsterdam y Groninga por la autopista A7/E22 y con la capital de la provincia, Leeuwarden, por la N354. Además, cuenta con una conexión ferroviaria que une a Sneek con Leeuwarden y Stavoren, operada por Arriva. 

### Transporte por agua
Sneek se encuentra a la orilla del Sneekermeer, y por medio del Prinses Margrietkanaal permite acceso por agua hasta el Ijsselmeer.

## Elfstedentocht
Sneek es una de las once ciudades de la elfstedentocht, una carrera de patinaje sobre hielo que se celebra por los canales helados de Frisia.